# Езерово (област Пловдив)
Вижте пояснителната страница за други значения на Езерово.
Езерово е село в Южна България, област Пловдив, община Първомай.

## География
Село Езерово е разположено в подножието на върховете Аида и Драгойна на Родопа планина, на брега на река Каялийка, която е географската граница между Западните и Източните Родопи, вливаща се в р. Марица.
Намира се в съседство със селата Бодрово (на разстояние 2 km източно), Воден (на 6 km южно) и Бяла река (на 6 km северозападно). Най-близконамиращият се град е общинският център Първомай – на 13 km северозападно, а най-близко разположеният областен град е Хасково – на 28 km източно. Недалеч от селото са Хасковските минерални бани.
Теренът на селското землище е хълмист, изпълнен с гори, дерета, скрити малки равнини, дъбрави, много мери и ливади. Климатът на селото е умерено-континентален, с много чести летни засушавания. Валежите са в рамките на 650 l/m2 и са неравномерно разпределени през годината. Най-честите ветрове са западните, наречени „Поряза“, а южните, наречени „белите ветрове“, често идват от югоизток и донасят много дъжд.
Срещат се някои от най-редките за България животински и растителни видове. Географското положение в миналото е неговият стопански разцвет: близостта с планината и нейните пасища е определяла развитието на овцевъдството, а обширните земеделски земи от север и запад са благоприятствали развитието на земеделието.

## История
Легенда гласи, че селото датира от древно тракийско време. Старо известно име от времето на Османското владичество е Йеди дурали махала (означаващо „Седем малки махали“) – тогава селото е било разположено на територията на днешния язовир Езерово. След промяната на географското му разположение името му е било заменено с Дипцис гьол (означаващо „Езеро без дъно“).
Златен пръстен с надпис, предполагаемо на тракийски език, е намерен през 1912 година при разкопки на надгробна могила в местността Пърженака. Пръстенът е с тегло 31,3 грама, а повърхността, върху която са гравирани буквите, има елипсовидна форма с размери 1,7 x 2 cm. Датировката на намерените в тракийската могила обекти е V век пр.н.е. Съдейки по характера на артефактите, изследователите заключават, че пръстенът е направен специално за тридневния тракийски погребален ритуал, който гърците наричат протезис. Според някои историци пръстенът съдържа 18 думи на стар български език. Освен тази забележителна находка са открити и редица други древни артефакти: златна диадема, малка златна лъжичка, бронзово огледало и др.
През 1965 г. Д. Ковачев, Д. Батуров и Д. Калдиев откриват запазен скелет на праисторическия бозайник дейнотериум, който е изложен в ректората на СУ „Св. Кл. Охридски“ на последния етаж, а копието му е в Палеонтологичния музей в Асеновград. Преди много години Езерово е било голямо езеро. Оттам произлиза името на селото.

## Религии
Християнство и ислям.

## Забележителности

#### Църквата „Св. Никола“
В центъра на селото главна архитектурна забележителност е църквата „Св. Никола“, сред най-старите църкви в района. Построена е през 1851 г. с разрешението на султана, поправена е през 1890 г. Представлява трикорабна постройка без купол и камбанария. В по-късни времена е направена камбанария, отстояща на 30 m от храма. Предполага се, че иконите са дело на видния зограф Никола Одринчанин. Ремонтирана е с дарения, сега е с красив купол. Храмът основно е ремонтиран през 2010 г.

#### Къща-музей "Ваня Петкова"
Сред основните забележителности на село Езерово в Родопите е къщата-музей на Ваня Петкова, където тя прекарва последните 9 години от живота си. Именно в Езерово са написани последните литературни творби на Ваня Петкова. Къщата-музей е в самото начало на селото с паметна плоча, дарена от Община Първомай. За къщата се грижи дъщерята на поетесата – Оля Ал-Ахмед, журналист и преводач.
През август, 2021 г., Посолството на Палестина в България дарява външна чешма с орнаменти за къщата-музей, която е поставена от външната страна на оградата, заедно с паметна плоча съдържаща стихотворението "Сириус".

#### Паметник в памет на загиналите опълченци
На около половин километър след началото на селото има паметник с имена на загинали за България хора, някои от които са от Езерово.
Над селото се намира язовир Езерово.

## Редовни събития
Празник на родния край (събор) – провежда се на Петровден.